# Château de Bouëx
Le château de Bouëx est situé sur la commune de Bouëx, à l'est d'Angoulême.

## Historique
L'existence des seigneurs de Boueix est attestée dès le Moyen Âge. En 1452, Jean de La Rochefoucauld fait don de ce fief aux frères de Livenne. En 1629 Bouëx est vendu à Jean Arnauld,.
Le château féodal, situé près de l'église, date des XVe et XVIe siècles. Les Arnaud, seigneurs de Bouëx, étaient une ancienne famille angoumoisine. Jean Arnaud a été maire d'Angoulême en 1682, son fils jusqu'à 1686, ainsi que son neveu de 1721 à 1723. La terre de Bouëx passa par mariage et héritage à la famille de Jovelle, qui la conserva pendant une grande partie du XIXe siècle, puis passa à Jean de la Boutelière au début du XXe siècle. L'orangerie du château, qui était remarquable, fut vendue en 1893 à la ville de Bordeaux.

## Architecture
Le château de Bouëx comporte deux corps de logis en équerre qui sont attenants à l'église à leur jonction. Le plus ancien comporte  des caves à deux niveaux du XVe siècle. Il possède deux tours carrées de faible section à toit pointu couvert de tuiles plates dont une est sur la façade extérieure. L'autre corps de logis est un rez-de-chaussée avec lucarnes dans le toit en brisis. Une tour de guet carrée est séparée des autres bâtiments.

Vues du château
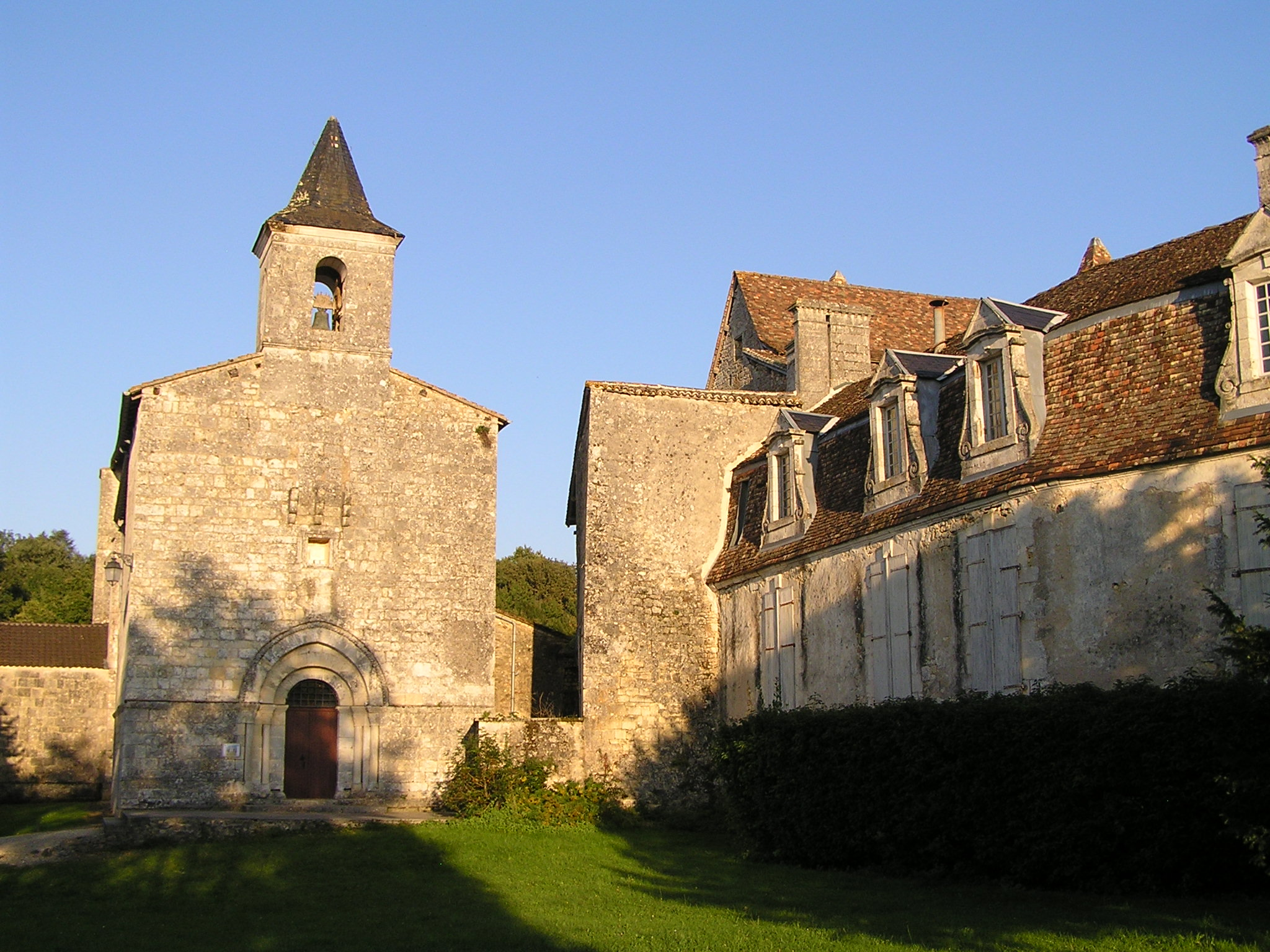
Le château, au sud de l'église.
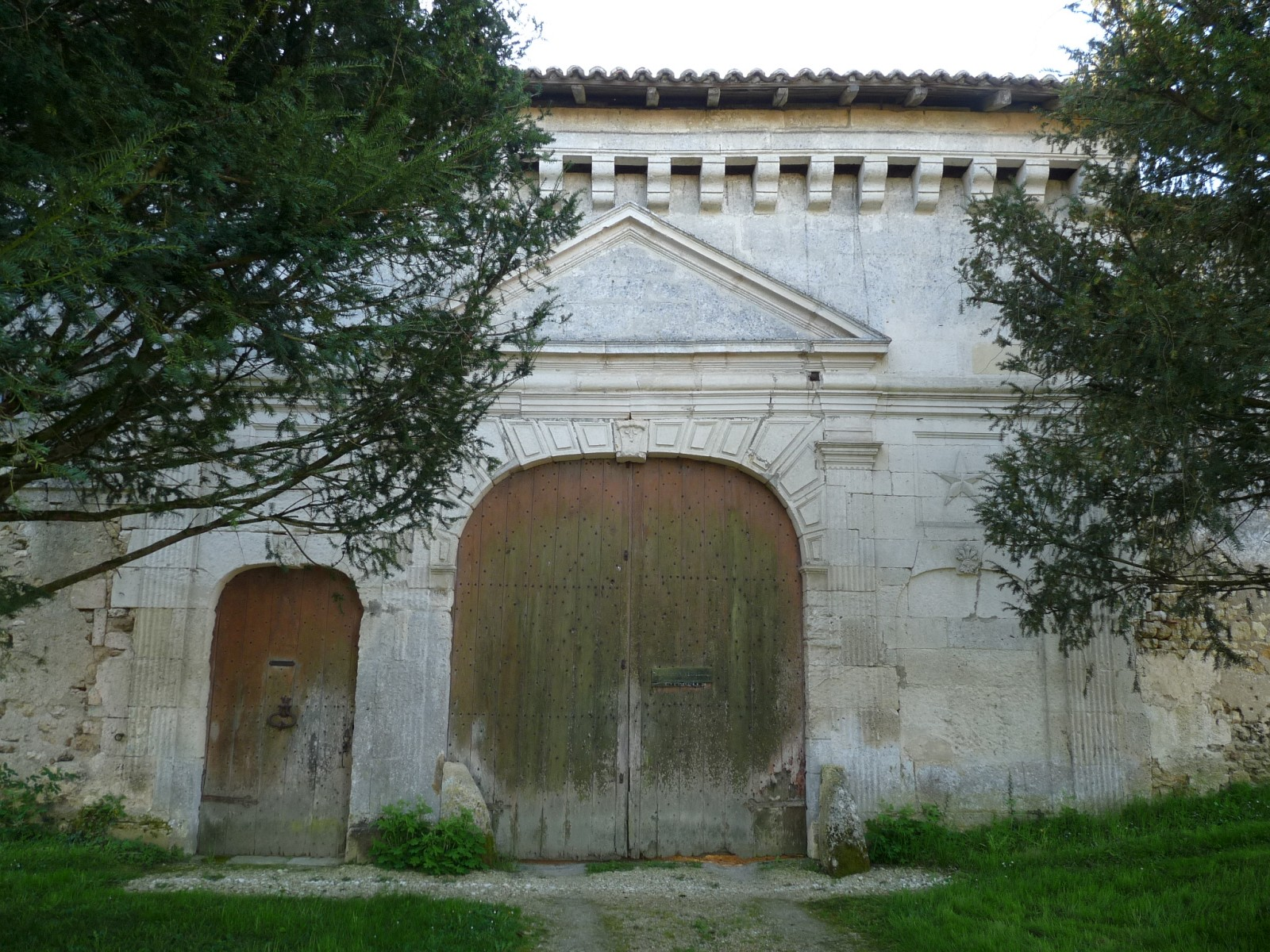
Le portail.

## Tournages
Des scènes du téléfilm Bouquet final y ont été tournées pendant l'hiver 2010-2011.